# Vitbandad blåbärsfältmätare
Vitbandad blåbärsfältmätare (Rheumaptera subhastata) är en fjärilsart som beskrevs av J.H. Wilhelm von Nolcken 1870. Vitbandad blåbärsfältmätare ingår i släktet Rheumaptera och familjen mätare. Arten är reproducerande i Sverige. Inga underarter finns listade i Catalogue of Life.

## Bildgalleri

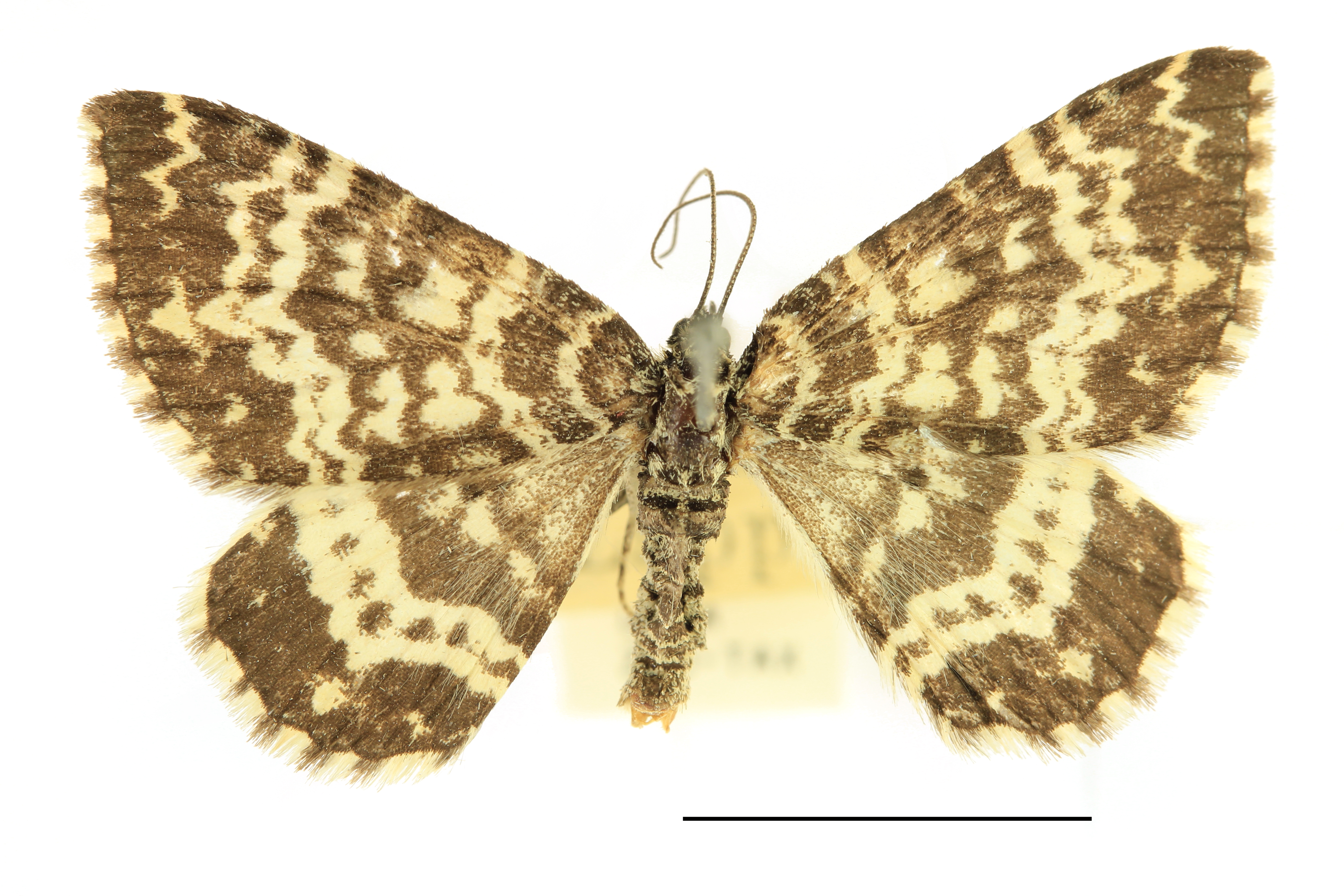